# Efferia apache
Efferia apache är en tvåvingeart som beskrevs av Wlicox 1966. Efferia apache ingår i släktet Efferia och familjen rovflugor. Inga underarter finns listade i Catalogue of Life.